# 李運秋
李 運秋（漢音読み：り うんしゅう、中国語：李运秋、拼音：Lǐ Yùnqiū、英語：Li Yunqiu、1990年10月3日 - ）は、中華人民共和国・上海市出身のサッカー選手。中国サッカー・スーパーリーグ・上海申花所属。ポジションはディフェンダー。

## 経歴

### クラブ

#### 北京国安
2014年2月19日、上海東亜から北京国安へ完全移籍した。

#### 上海申花
2016年2月25日、上海申花への完全移籍を発表した。

## タイトル

### クラブ
上海東亜
- 中国サッカー・甲級リーグ：1回 (2012)
- 中国サッカー・乙級リーグ：1回 (2007)